# Mont Komanago
Le mont Komanago (小真名子山, Komanago-san) est une montagne du Japon située dans la préfecture de Tochigi.

## Toponymie
Dans les monts Nikkō, les formes et hauteurs relatives des monts Nantai, Nyohō, Tarō, Komanago et Ōmanago suggèrent qu'ils formeraient ensemble une famille de divinités du shintō dont le volcan Nantai serait le père, le volcan Nyohō la mère et le volcan Tarō le fils aîné. Le terme manago (真名子) s'écrit aussi 愛子 (ou 愛児) et désigne un « enfant bien-aimé » d'une famille. Le sinogrammes 小 signifiant « petit », le volcan Komanago serait la sœur cadette de la famille,.

## Géographie

### Situation
| \| Nantai Tarō Nyohō Akanagi Ōmanago Senjōgahara Nikkō-Shirane Komanago Lac Chūzenji Nikkō Rivière Daiya \| Le mont Komanago dans les monts Nikkō. |
| Nantai Tarō Nyohō Akanagi Ōmanago Senjōgahara Nikkō-Shirane Komanago Lac Chūzenji Nikkō Rivière Daiya                                              |

Le mont Komanago est entièrement situé dans la ville de Nikkō (préfecture de Tochigi), sur l'île de Honshū, au Japon. Environ 120 km au nord de l'agglomération de Tokyo, il est un des sommets des monts Nikkō, un complexe volcanique de l'Ouest de Nikkō dominé par le mont Nikkō-Shirane, son point culminant, à 2 578 m d'altitude.

### Topographie
Le mont Komanago est un volcan gris sans cratère. Ce dôme de lave, aux versants marqués par quelques encoches rocheuses radiales profondes, résultat d'effondrements, s'élève sur une hauteur de 340 m et le diamètre de sa base est d'environ 1,2 km. Son point culminant, à l'altitude de 2 323 m, est un dôme de lave haut d'environ 55 m.
Avec le mont Taishaku voisin, le volcan forme, sur son versant nord-est, le col de montagne Fujimi (2 036 m). Sur son versant sud, le col Takanosu constitue un passage reliant le plateau Senjō au bassin versant de la rivière Arasawa entre le mont Komanago et le mont Ōmanago, à 2 110 m d'altitude.

### Panorama

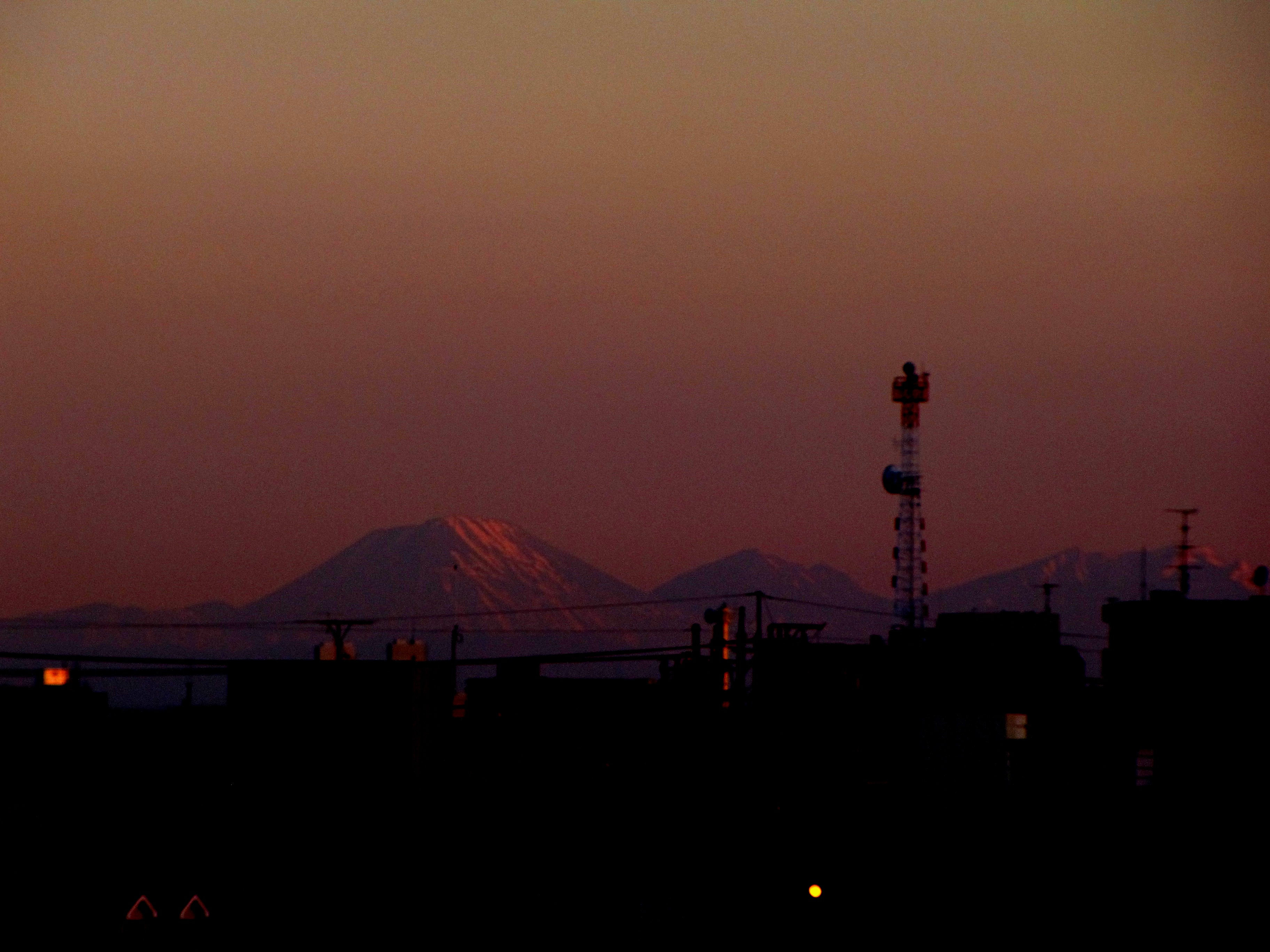
Le mont Komanago depuis Saitama, 100 km au sud-est de Nikkō.

Le sommet du mont Komanago offre une vue panoramique sur les autres volcans des monts Nikkō, les monts Taishaku, Ōmanago, Nantai et Nyohō voisins notamment, le haut plateau Senjō, la zone d'habitation d'Imaichi à l'est et, plus largement, la plaine de Kantō au sud-est.
Au loin, par temps très clair, il est possible de voir ou d'apercevoir le mont Hiuchi du village de Hinoemata dans la préfecture voisine de Fukushima, la plus haute montagne de la région du Tōhoku, l'océan Pacifique, à l'est, le mont Akagi, le plus haut sommet de la préfecture de Gunma, le mont Kumotori, point culminant de la métropole de Tōkyō dans les monts Okuchichibu, et le mont Fuji, distant de 170 km au sud-ouest.
Lorsque le ciel est bien dégagé, le mont Komanago est visible du haut des immeubles élevés de la capitale japonaise, du dernier étage du Sunshine 60 par exemple, un gratte-ciel du quartier d'Ikebukuro, et aussi de l'île artificielle Umi-hotaru, une aire de repos de la Tokyo Wan Aqua-Line, en baie de Tokyo, 120 km au sud-est de Nikkō.

### Climat
Le climat du mont Komanago correspond à celui d'Oku-Nikkō, la partie sud-ouest de la ville de Nikkō. Il est du type continental humide. La température annuelle moyenne est d'environ 7 °C et les précipitations annuelles sont de 2 169 mm. L'hiver le mercure peut descendre jusqu'à −9 °C et grimper jusqu'à 23 °C en été.
En hiver, un vent froid et humide venu de Sibérie, via la mer du Japon, apporte de la neige sur les sommets des monts Nikkō.
| Mois                                | jan.  | fév.  | mars  | avril | mai   | juin  | jui.  | août  | sep.  | oct.  | nov.  | déc.  | année   |
| ----------------------------------- | ----- | ----- | ----- | ----- | ----- | ----- | ----- | ----- | ----- | ----- | ----- | ----- | ------- |
| Température minimale moyenne (°C)   | −8,1  | −8,8  | −5,1  | 0,1   | 5,1   | 10,1  | 14,4  | 15,3  | 11,6  | 5,1   | −0,2  | −5    | 2,9     |
| Température moyenne (°C)            | −4,1  | −3,9  | −0,7  | 5     | 9,9   | 13,7  | 17,7  | 18,7  | 14,9  | 9,1   | 4     | −1    | 6,9     |
| Température maximale moyenne (°C)   | −0,4  | 0     | 3,6   | 10    | 14,8  | 17,7  | 21,6  | 22,6  | 18,6  | 13,2  | 8,2   | −2,9  | 10,3    |
| Ensoleillement (h)                  | 170,2 | 162,1 | 188,1 | 185,9 | 167,8 | 107   | 108,3 | 128,3 | 100,4 | 128,9 | 152,7 | 164,7 | 1 764,4 |
| Précipitations (mm)                 | 52,3  | 58,8  | 109,4 | 157,8 | 174,6 | 220,9 | 277   | 394,2 | 363,2 | 201,8 | 107,6 | 51,4  | 2 169   |
| dont neige (cm)                     | 114   | 124   | 113   | 23    | 0     | 0     | 0     | 0     | 0     | 1     | 12    | 62    | 449     |
| Nombre de jours avec précipitations | 15    | 15    | 19    | 16    | 16    | 20    | 23    | 20    | 22    | 15    | 11    | 10    | 202     |
| Humidité relative (%)               | 65    | 65    | 66    | 68    | 75    | 85    | 87    | 87    | 87    | 80    | 71    | 66    | 75      |
| Nombre de jours avec neige          | 25,1  | 21,8  | 29,9  | 6,8   | 0,8   | 0     | 0     | 0     | 0     | 0,6   | 6,5   | 20    | 101,5   |
| Nombre de jours avec brouillard     | 2,8   | 4,8   | 5,8   | 9,4   | 12,9  | 14,7  | 17,6  | 15,3  | 14,9  | 11,4  | 6,6   | 4,3   | 120,3   |

| Diagramme climatique                                  |           |              |            |              |               |             |               |               |              |              |            |
| J                                                     | F         | M            | A          | M            | J             | J           | A             | S             | O            | N            | D          |
| −0,4−8,152,3                                          | 0−8,858,8 | 3,6−5,1109,4 | 100,1157,8 | 14,85,1174,6 | 17,710,1220,9 | 21,614,4277 | 22,615,3394,2 | 18,611,6363,2 | 13,25,1201,8 | 8,2−0,2107,6 | −2,9−551,4 |
| Moyennes : • Temp. maxi et mini °C • Précipitation mm |           |              |            |              |               |             |               |               |              |              |            |

## Histoire
Il y a environ 560 000 ans, par accumulation de coulées de lave et d'éjectas, le mont Nyohō émerge de la croûte terrestre, sur l'arc volcanique nord-est de l'île de Honshū. Avec celle du mont Akanagi voisin, sa formation marque le début de l'activité volcanique des monts Nikkō,.
Par la suite, le centre d'activité volcanique se déplace vers l'ouest. Les édifices volcaniques Sannōbōshi, Komanago, Tarō et Ōmanago se forment successivement il y a 100 000 ans. Leur période d'activité a pris fin il y a environ 50 000 ans.

## Activités

### Randonnée

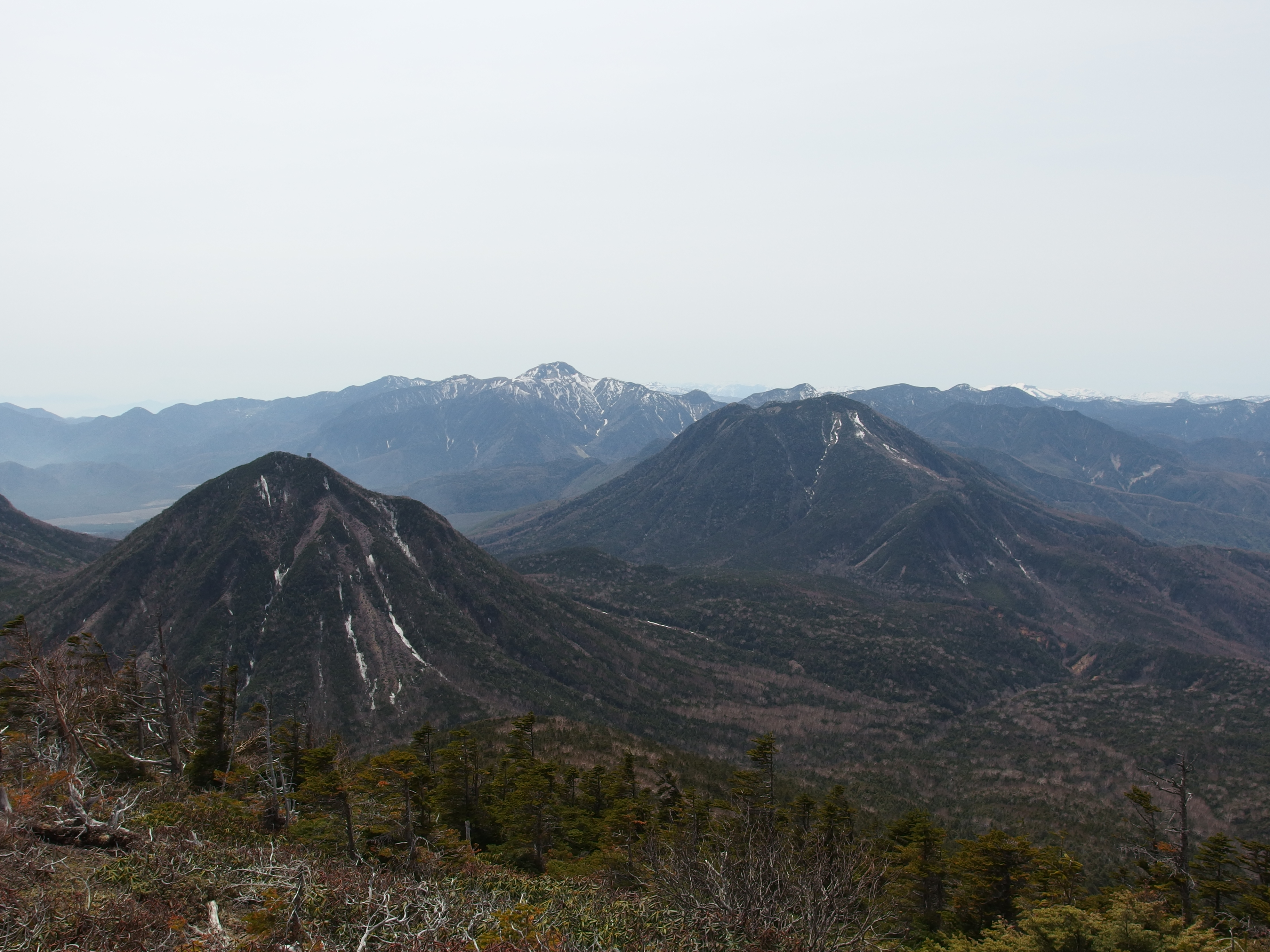
Vue du versant nord-est du mont Komanago (à gauche) et du mont Tarō.

La voie traditionnelle d'ascension du mont Komanago est celle empruntée depuis des centaines d'années par les ascètes montagnards adeptes du shugendō. Elle débute dans le centre-ville de Nikkō, environ 600 m au nord-ouest du sanctuaire Futarasan, près d'un Gyōjadō, chapelle bouddhique érigée en l'honneur d'En no Gyōja, fondateur du shugendō au VIIe siècle, et lieu de culte et d'entraînement des ascètes montagnards. Un sentier de randonnée, étendu sur environ 10 km et 1 800 m de dénivelé, mène au sommet du mont Nyohō (altitude 2 483 m) par sa face sud-est, à l'ouest de la rivière Inari, un affluent de rive gauche de la rivière Daiya. Du sommet du volcan, le sentier se prolonge par un chemin de crête jusqu'au sommet du mont Taishaku (altitude 2 455 m). La descente du versant occidental de ce dernier conduit au col Fujimi d'où s'ouvre la voie d'ascension de la face nord-est du mont Komanago. Le parcours entier s'étale sur 12,5 km.
Le col Fujimi est aussi accessible depuis le col Shizu (altitude 1 785 m), au pied du versant sud du mont Ōmanago, en suivant une piste de montagne d'environ 5,6 km le long de la face ouest de ce volcan.
Du col Shizu, un sentier permet d'escalader la face sud du volcan Ōmanago (altitude 2 375 m) et de descendre le long de son versant nord jusqu'au col Takanosu, au pied de la face sud du mont Kamanago. Cette voie d'accès à la cime de l'édifice volcanique, longue de 3 km, est d'autant plus populaire que le col Shizu est accessible depuis la rive nord du lac Chūzenji, en passant par le sommet du mont Nantai (altitude 2 486 m), volcan classé parmi les 100 montagnes les plus célèbres du Japon.